# Lavilletertre
Lavilletertre là một thị trấn thuộc tỉnh Oise trong vùng Hauts-de-France tây bắc nước Pháp. nước Pháp. Thị trấn này nằm ở khu vực có độ cao trung bình 92 mét trên mực nước biển. Dân số theo điều tra năm 1999 là 599 người.